# Савезне Државе Микронезије на Летњим олимпијским играма 2004.
Микронезија је на Олимпијским играма у Атини 2004. учествовала други пут. Први наступ Микронезије је био на Олимпијским играма у 2000. у Сиднеју Аустралија.
Микронезија је на Олимпијским играма у Пекингу 2008. учествовала са 5 такмичара (3 мушкарца и 2 жене) у 3 појединачна спорта. 
Заставу Микронезије на свечаном отварању Летњих олимпијских игара 2008. носио је по други пут Manuel Minginfel који се такмичио у дизању тегова. 
Екипа Микронезије није освојила ниједну медаљу.

### Атлетика

#### Мушкарци
| Атлетичар  | Дисциплина | Група    | Група | Четвртфинале     | Четвртфинале     | Полуфинале       | Полуфинале       | Финале           | Финале           | Детаљи | Детаљи |
| Атлетичар  | Дисциплина | Резултат | Место | Резултат         | Место            | Резултат         | Место            | Резултат         | Место            |        |        |
| ---------- | ---------- | -------- | ----- | ---------------- | ---------------- | ---------------- | ---------------- | ---------------- | ---------------- | ------ | ------ |
| Џек Хауард | 100 м      | 10,85 НР | 67/85 | Није се пласирао | Није се пласирао | Није се пласирао | Није се пласирао | Није се пласирао | Није се пласирао |        |        |

#### Жене
| Атлетичарка       | Дисциплина | Група    | Група | Четвртфинале      | Четвртфинале      | Полуфинале        | Полуфинале        | Финале            | Финале            | Детаљи |
| Атлетичарка       | Дисциплина | Резултат | Место | Резултат          | Место             | Резултат          | Место             | Резултат          | Место             | Детаљи |
| ----------------- | ---------- | -------- | ----- | ----------------- | ----------------- | ----------------- | ----------------- | ----------------- | ----------------- | ------ |
| Evangeleen Ikelap | 100 м      | 13,50 ЛР | 60/63 | Није се пласирала | Није се пласирала | Није се пласирала | Није се пласирала | Није се пласирала | Није се пласирала |        |

### Мушкарци
| Такмичар         | Дисциплина | Трзај    | Трзај   | Избачај  | Избачај | Укупно | Пласман | Детаљи |
| Такмичар         | Дисциплина | Резултат | Пласман | Резултат | Пласман | Укупно | Пласман | Детаљи |
| ---------------- | ---------- | -------- | ------- | -------- | ------- | ------ | ------- | ------ |
| Manuel Minginfel | -62 кг     | 120      | 13      | 152,5    | 10      | 272,5  | 10/22   |        |

### Пливање

#### Мушкарци
| Пливач            | Дисциплина    | Група | Група   | Полуфинале       | Полуфинале       | Финале           | Финале           | Детаљи         |
| Пливач            | Дисциплина    | Време | Пласман | Време            | Пласман          | Време            | Пласман          | Детаљи         |
| ----------------- | ------------- | ----- | ------- | ---------------- | ---------------- | ---------------- | ---------------- | -------------- |
| Андерсон Бонабарт | 50 м слободно | 26,75 | 68/83   | Није се пласирао | Није се пласирао | Није се пласирао | Није се пласирао | [ мртва веза ] |

#### Жене
| Пливачица       | Дисциплина    | Група | Група   | Полуфинале        | Полуфинале        | Финале            | Финале            | Детаљи         |
| Пливачица       | Дисциплина    | Време | Пласман | Време             | Пласман           | Време             | Пласман           | Детаљи         |
| --------------- | ------------- | ----- | ------- | ----------------- | ----------------- | ----------------- | ----------------- | -------------- |
| Tracy Ann Route | 50 м слободно | 31,26 | 65/75   | Није се пласирала | Није се пласирала | Није се пласирала | Није се пласирала | [ мртва веза ] |